# HD 41759
HD 41759，又名CD-35 2684，SAO 196483、HR 2160，是一颗恒星，视星等为5.8，位于銀經241.98，銀緯-24.16，其B1900.0坐标为赤經6h 1m 55s，赤緯-35° -24.16′ 18″。